# Fantasma del Espacio de costa a costa
Fantasma del Espacio de costa a costa (Space Ghost Coast to Coast, en inglés) es una serie animada que salió al aire por el canal Cartoon Network inicialmente durante el horario nocturno del canal, para luego emitirse por el bloque nocturno de programación Adult Swim. Su primera aparición la tuvo en Estados Unidos el 15 de abril de 1994, estaba dirigido a una amplia audiencia de niños, adolescentes y adultos, y fue la serie que inspiró la creación de un bloque especializado en animación adulta para Cartoon Network. El programa trata de un superhéroe, aparentemente retirado de su profesión (luchar contra el mal), que dirige su propio talk show. Sus ayudantes son enemigos de la serie anterior; por ejemplo, Moltar, que es productor, y Zorak, que es músico en el programa.
La serie fue emitida en el horario nocturno en Cartoon Network, antes de ser trasladada de los viernes a los fines de semana. El desarrollo de otros programas por parte de Calle Williams llevó con el tiempo a la creación del bloque para adultos Adult Swim el 2 de septiembre de 2001. La serie pasó de Cartoon Network a Adult Swim donde se le cambió la clasificación de TV-PG a TV-14 debido al creciente nivel de surrealismo de los guiones. El 20 de febrero de 1995, el programa fue mostrado simultáneamente en tres cadenas distintas, Cartoon Network, Turner Broadcasting System y TNT, con motivo del especial "Estreno mundial de caricaturas", donde se estrenó el show ¡Qué historia tan maravillosa! y se presentaron los pilotos de las que serían las futuras series de Hanna-Barbera y Cartoon Network en los años 1990 como el laboratorio de Dexter. El Fantasma entrevistaba a los creadores y directores de los nuevos programas, mientras el Consejo del Mal eran los jueces de los clips mostrados. En el Reino Unido, la serie se exhibió por la cadena CNX en su bloque de comedia de las 9:00 p. m. a las 10:00 p. m. junto con otras caricaturas de Adult Swim. El programa iba a salir al aire en 1997 en Canadá por Teletoon, pero se dijo que una celebridad trató de impedir esa decisión, hasta que al fin empezó a ser emitido el 26 de septiembre de 2009.

## Sobre la serie

### Argumento
El programa es una parodia de los talk shows; en este caso, se trata de uno conducido por el Fantasma del Espacio, uno de los personajes originales de las series animadas de Hanna-Barbera, creado y diseñado por el famoso dibujante Alex Toth en 1966. Según lo explicado en la premisa de la serie previa, Cartoon Planet, el justiciero enmascarado recibió la propuesta de una cadena de televisión para tener su propio programa de entrevistas. Aunque no queda claro si el Fantasma del Espacio abandonó su profesión de superhéroe, se explica que el justiciero enmascarado aceptó la propuesta y requirió la ayuda de sus antiguos enemigos, Zorak y Moltar para el show. Además de Zorak y Moltar, el programa tenía como personajes otros enemigos de la serie original, como Brak, Metalus, la Viuda Negra y Tansit, además de un nuevo personaje: Chad, el gemelo del Fantasma, más inteligente pero algo malvado. El programa se transmite desde el estudio del Fantasma del Espacio en el Planeta Fantasma. El nombre de dicho estudio era Industrias del Planeta Fantasma.
En uno de los ya desaparecidos sitios oficiales de Cartoon Network.com, el programa era presentado y descrito de la siguiente manera:

«Fantasma del Espacio de Costa a Costa apareció en abril de 1994 y resultó de la conclusión de que cualquier show nocturno podría salir beneficiado si contaba con un superhéroe. Siguiendo esta idea fue que Cartoon Network comenzó a producir un show en el cual Fantasma del Espacio, el personaje de capucha negra que lucha contra el crimen interplanetario, entrevistara a estrellas de Hollywood. Fantasma del Espacio de Costa a Costa es la estrella excepcional de la comedia, la música y las entrevistas. En la televisión, le pone la fuerza de un cohete a las personalidades de nuestro planeta. [...] El Fantasma del Espacio es el paladín de capucha negra y capa amarilla que fue lanzado al espacio por primera vez en 1966 en la serie de Hanna-Barbera Fantasma del Espacio y Dino Boy. En cada uno de los episodios originales, el Fantasma del Espacio tenía siete minutos para salvar al universo. La actual misión del Fantasma del Espacio son las guerras de shows de entrevistas de la noche. Cada semana, el Fantasma del Espacio conduce su show con hombría, combinando un estilo de entrevista lleno de sinsentidos con bandas extremadamente poderosas.»
 The Cartoon Network, Inc. a Time Warner Company.

### Formato
El show es un Programa de entrevistas nocturno, en el que famosas estrellas mundiales del cine, el deporte, la televisión, la comedia, la ciencia, la música, etc, son entrevistadas por el Fantasma del Espacio, el famoso personaje animado.
Varias celebridades aparecen en el programa como invitados, en una pantalla de televisión junto al escritorio donde está el Fantasma; pero a diferencia de los demás personajes, no son animados sino mostrados en persona. Las celebridades entrevistadas por el Fantasma incluyen a Kevin Smith, Michael Moore, Tommy Davidson, Steve Allen, Adam Carolla, Cassandra Peterson, H. Jon Benjamin, Conan O'Brien, Björk, David Byrne, Sandra Bernhard, Matt Groening (creador de Los Simpson), Thom Yorke (vocalista de la banda Radiohead), Mike Judge (creador de Los reyes de la colina y Beavis and Butt-Head), los actores Charlton Heston, Adam West, Mark Hamill, Bobcat Goldthwait, Erik Estrada, Bob Denver y William Shatner, los comediantes Jim Carrey, "Weird Al" Yankovic, Ben Stiller y Fred Willard, las supermodelos Tyra Banks y Rebecca Romijn, las actrices Cameron Díaz, Raven-Symoné, Goldie Hawn, Eartha Kitt, Fran Drescher, Lee Meriwether y Sarah Jessica Parker, los músicos Beck, Body Count, Ice T, Matthew Sweet, George Clinton, Rob Zombie, Willie Nelson y Slash (guitarrista de los Guns N' Roses), el astronauta Buzz Aldrin, el luchador Hulk Hogan, las bandas musicales Metallica, los Bee Gees, Fake Prophet, los Ramones, Captain & Tennille, Alice Cooper, Pavement, Hanson y Tenacious D y las leyendas del fútbol Pelé, Verón, Pablo Aimar, Iván Zamorano, entre otros. Los futbolistas nunca aparecieron en la serie, sino que fueron entrevistados por el Fantasma en el programa Copa Toon de Cartoon Network Latinoamérica.
El animador, el Fantasma del Espacio, es representado como arrogante, a veces infantil, violento, torpe, vanidoso, ignorante y ligeramente trastornado. Así, por ejemplo, parece creer que sus invitados también son superhéroes y usualmente empieza sus entrevistas preguntándoles por sus superpoderes o si tienen suficiente oxígeno. Las conversaciones del Fantasma con sus invitados son casi siempre desmañadas, y a menudo hostiles, dando a entender que sus invitados no son conscientes de la naturaleza del programa en el que aparecen o creen que están dentro de una entrevista seria en vez de en un dibujo animado: sus respuestas muchas veces no corresponden a las "preguntas" que les hace el animador. Esto se debe a que las preguntas son cambiadas después de la entrevista durante la producción.
La relación del Fantasma con sus ayudantes es peor. Tanto Zorak como Moltar trabajan para él como castigo por sus crímenes, y no se molestan en ocultar que lo odian. Una de las bromas recurrentes del programa es que el Fantasma dispare un rayo contra Zorak cada vez que éste se burla de él. La habilidad de disparar rayos le es proporcionada al Fantasma por unas "Bandas de Poder" que usa en sus muñecas y que son parte de sus superpoderes, entre ellos la habilidad de volar y la invisibilidad.
El programa se caracteriza por presentar un fino sentido del humor absurdo, surrealista e irónico el cual, conforme avanza la serie, se hace cada vez más exagerado hasta rozar con la locura. El programa estableció el uso de la animación limitada para todas las series de Adult Swim, que consistía en mezclar los modelos originales de animación reciclada de los personajes, con nuevos gráficos computarizados. La animación fue dirigida por C. Martin Croker (voz de Zorak) quien además diseñó fondos y escenarios junto a Jack Maloney, Andrew Edwards, Ward Jenkins, Butch Seibert, entre otros. El creador de los personajes originales del Fantasma del Espacio, el legendario dibujante de Historietas Alex Toth aparece en los créditos como diseñador y guionista. Además, algunos de los efectos de sonido del programa (notablemente los del cinturón y las bandas de poder del Fantasma) son directamente tomados de la serie original de 1966.

## Producción del programa
A diferencia de otros programas de cable, la duración de cada episodio del "Fantasma del Espacio de costa a costa" dura solo 15 minutos. Para hacer el programa más largo, Cartoon Network juntó dos episodios por cada bloque de programación.
Parte de la naturaleza surrealista del programa se debe a las respuestas a veces extrañas o incoherentes de los invitados a las preguntas del Fantasma y otros eventos en el set. Esto es resultado del proceso de producción aplicado en el primer episodio de la serie (que no fue sacado al aire). Este episodio fue creado por Mike Lazzo, quien intercaló material archivado y original con un vídeo promocional sin relación alguna con el programa, que mostraba a Denzel Washington siendo entrevistado sobre los premios Oscar. De ahí en adelante se aplicó el mismo proceso a las demás entrevistas para lograr ese efecto cómico.
Antes de escribir los episodios, los invitados son entrevistados por un miembro del equipo de producción, que a veces usa un disfraz de Fantasma del Espacio. En la habitación de pantalla verde donde se realiza la entrevista, a los invitados se les indica en qué dirección deben ver para "hablar" con los personajes. Además, al invitado se le indica que debe referirse a su entrevistador como Fantasma del Espacio para mantener la continuidad.
Entonces, a los invitados se les hace preguntas que a menudo no tienen que ver con las que se formulan en la edición final del episodio. Cuando se acaba la entrevista, los escritores la revisan, tomando fragmentos fuera de orden y contexto para luego juntarlos a manera de "respuestas" a los personajes del programa.
El show tuvo dos secuencias de apertura: la primera es una cámara voladora que inicia su viaje en el espacio, pasando cerca de diferentes planetas hasta llegar al Planeta Fantasma y a la mismísima sede de Industrias Planeta Fantasma en donde llega al estudio tras esquivar diferentes obstáculos. La segunda secuencia muestra supuestamente al Planeta Fantasma pero con diferentes glitches y fallos de imagen.
Los créditos finales tienen la particularidad de mostrar el nombre del editor Tom Roche de forma invertida.

### Música
En las primeras temporadas del programa, la música la tocaba la banda del Fantasma del Espacio, «Zorak y los auténticos Way Outs» («Zorak & The Original Way-Outs» en inglés). El tema de apertura "Hit Single" fue compuesto por el guitarrista Sonny Sharrock, interpretado por Sharrock en la guitarra, Lance Carter en la batería, Eddie Horst en el bajo y Alfrieda Gerald cantando.
Sharrock y Carter grabaron una serie de temas para el show, muchos de los cuales fueron luego compiladas en un CD del Fantasma del Espacio. El episodio "Sharrock" nos presenta cerca de 15 minutos llenos de tomas musicales de rock sin editar grabadas para el programa, como un homenaje a Sharrock, quien murió en mayo de 1994 poco después del estreno del primer episodio.
Para la banda sonora, en algunos episodios se utilizan las piezas musicales de la serie original del Fantasma del Espacio, compuestas en los años 1960 por los directores musicales de Hanna-Barbera Ted Nichols y Hoyt Curtin. Desde la cuarta hasta la sexta temporada, aparece un nuevo tema de cierre, interpretado por el grupo de rock Man or Astro-man?, y en las futuras temporadas el tema de entrada y de cierre y los títulos no aparecían y eran completamente ignorados. Otras músicas diversas eran usadas como el tema de apertura de algunos episodios, incluyendo la canción de la serie CHiPss usado en el episodio del mismo título, o la canción Rammstein del grupo alemán homónimo.

## Versiones internacionales

### Versión española
Cartoon Network España realizó una nueva versión del programa, cambiando los diálogos y presentando sus propios artistas invitados. En la versión para España (diferente del resto de versiones), el programa mantiene su nombre original (Space Ghost Coast to Coast), y el presentador es identificado con el nombre de «Space Ghost». El intro, la música y el escenario del programa son exactamente los mismos, lo único que se cambió fue que se tomaron las escenas (y en algunos casos la trama) de la versión original, y se las adaptó a un argumento distinto con celebridades conocidas solo para un público netamente español. Esta versión estaba enfocada a un público adulto, ya que se decían groserías más fuertes no aptas para la clasificación TV-PG/TV-14 como la versión original, y los invitados eran principalmente directores del cine español, actores y músicos, entre los cuales se cuentan Lluvia Rojo, César Velasco Broca, Josele Román, entre otros. En dichas entrevistas, en ocasiones pasaban escenas de algunas películas sin importar que en estas hubieran desnudos. La clasificación por edades sugerida para la versión española es TV-MA.

### Copa Toon Latinoamérica (2000-2005)
A pesar de que el programa inspiró la creación de Adult Swim, estas versiones sarcásticas de los personajes se volvieron extremadamente populares en el público infantil, lo que les valió convertirse en mascotas del canal y ser anfitriones de diversos eventos. En Latinoamérica el Fantasma y sus ayudantes fueron elegidos para conducir una secuencia de entrevistas en el bloque deportivo Copa Toon de Cartoon Network durante varios años, más específicamente hasta 2005. Los personajes retomaban sus respectivos papeles en estos programas especiales, y se emitían desde el mismo estudio de TV en el Planeta Fantasma. Además, en estas entrevistas, el Fantasma ahora era acompañado por conductores adicionales, que eran personajes de otras series de Cartoon Network, además de otros personajes que también ayudaban en la transmisión de los partidos. En estos especiales, creados exclusivamente para Cartoon Network Latinoamérica, el Fantasma aún usaba sus bandas de poder y su cinturón de invisibilidad, ya que las ediciones eran iguales a la serie regular.

## Personajes
- El Fantasma del espacio: El presentador, conductor y animador de su programa. El famoso superhéroe, en el pasado luchaba contra maléficos villanos en el espacio exterior, junto a sus amigos Jan y Jace y su mono espacial Blip. Ahora, se le ha dado su propio programa de entrevistas en el Planeta Fantasma. En esta empresa lo acompañan sus viejos archienemigos de la serie original, a los que liberó de la cárcel y puso a trabajar para él como castigo por sus crímenes. Aún tiene todos sus superpoderes: sus bandas de poder con las que dispara todo tipo de rayos letales, su cinturón invisibilizador, se viste igual que en la serie original: con su capa amarilla, capucha negra y máscara, y aún se transporta en su nave intergaláctica, el Crucero Fantasma. Aún conserva su sentido de la justicia y la bondad, pero ya no los usa para salvar el Universo, si no para mantener a raya a sus invitados y ayudantes. Normalmente en el principio del programa, el Fantasma aparece en el estudio haciéndose visible con su cinturón y volando por el aire, para después aterrizar, presentar el programa e ir al escritorio usando nuevamente su cinturón invisibilizador. Empieza casi todos los programas con la frase: «Saludos, ciudadanos. Soy el Fantasma del Espacio». En su programa todo puede pasar: desde que Zorak secuestre o hipnotice a uno de los invitados, hasta que el Fantasma se ponga a divagar sobre la justicia o ignore al invitado en plena entrevista, lo cual sucede muy a menudo. Los invitados no lo respetan y se burlan de él, y él les hace preguntas a las cuales no hay respuesta y les tiene poca paciencia. Se lo representa como egocéntrico, y el programa está diseñado para dejarlo en ridículo. Por ejemplo: Conforme avanzaba la serie, se iban revelando datos sobre la vida personal del Fantasma, haciéndole quedar en ridículo. Por ejemplo: Fue revelado que su verdadero nombre era Tad Eustáqueo Ghostal, los episodios comenzaron a centrarse más en bromas sobre él y sus problemas de personalidad, gustos o su pasado, y a mostrarlo como un superhéroe de baja autoestima que era fácilmente manipulable y muy ingenuo. Expresó una mezcla entre amor y odio hacia sus ayudantes e incluso hacia el personaje de Harvey Birdman, que apareció en el programa un par de veces. Su imagen de superhéroe bondadoso y justiciero quedó arruinada al verlo tratar a Zorak y Moltar como sus esclavos, y al actuar solo para ventaja suya, como por ejemplo enamorando a las jóvenes invitadas que tenía. Además de representarlo como torpe, distraído y tonto, a veces se muestra que no puede usar sus poderes o no los usa en el momento apropiado, y en uno de los episodios, se reveló que estaba casado con la cantante islandesa Björk, quien fue entrevistada, y del que se deduce que el Fantasma no la quería para nada. Vive en un apartamento en el Planeta Fantasma, el cual está muy lejos del estudio, por lo que debe usar el Crucero Fantasma para llegar hasta él. Como dato adicional, cuando se buscaban actores para interpretar al Fantasma en la época en que el show fue creado, el actor Gary Owens, quien era la voz original del Fantasma desde el año 1966, se presentó para el casting, pero su tono de voz era del tipo heroico y no calificaba para el lado cómico que se necesitaba para el show. Sin embargo, Gary Owens apareció como invitado en el episodio 62 en el año 1998, en el cual volvió a interpretar al Fantasma del Espacio cuando este fue clonado para ser ridiculizado en el show de Warren, un programa de TV intergaláctico.[4]
- Zorak: El músico del programa: Un despiadado villano venido del planeta Dókar, es una criatura en forma de mantis religiosa de color verde de siete pies de alto con chaleco. Odia a muerte al Fantasma, y no pierde la menor ocasión de ponerlo en ridículo o burlarse de él en pleno programa. Al explotar con uno de los rayos del Fantasma, Zorak se quema un instante, para después regenerarse, supuestamente debido a la cantidad de disparos que ha recibido. Es el tecladista y líder de la banda musical del programa, llamada «Zorak y los Auténticos Way-Outs» (y en algunos episodios «Zorak y Los Originales Fuera de serie»). Traicionero, sarcástico y perverso, no dudará en hacerle la vida imposible al superhéroe, y si eso no funciona, siempre podrá usar su intensificador de materia (un arma de rayos escondida en su teclado) para dispararle al Fantasma. Siente un gran aprecio y amistad por Moltar (aunque en ocasiones pierde la paciencia y ambos pelean) y no tolera a los invitados del programa. La animación del personaje fue directamente sacada del diseño original hecho por Alex Toth en la serie original, por lo que sus guantes cambian de color constantemente. Su voz es hecha por el animador C. Martin Croker, imitando la voz original del personaje creada por el actor Don Messick en 1966, quien hablaba en una zumbante, maléfica y monótona voz de insecto. En todos los capítulos cambia de color; su color original es un verde esmeralda, pero luego cambia a un verde amarillento, y viceversa.
- Moltar: El director del programa: Siempre habla desde la sala de control, y es una especie de hombre hecho de lava con un traje naranja o gris y un casco rojo con un respirador metálico. Viene del "planeta volcán de Molten", y tanto él como Zorak son miembros del Consejo de la muerte (Consejo del Mal en la mayoría de episodios), una legión de villanos del espacio exterior que se unieron para matar al Fantasma en la serie original. Es listo, ingenioso, a veces sarcástico, y en uno de los episodios logró escapar del programa, tras lo cual fue reemplazado por Tansut. Es notablemente competente y más listo de lo que aparenta, buen amigo de Zorak y fan de Erik Estrada. Según él, está felizmente casado con una mujer llamada Linda, tiene hijos y en un capítulo se reveló que su padre fue un luchador profesional. En algunos episodios, se le ignora completamente.
- Brak: Aparece esporádicamente en el programa, y era un malvado pirata espacial con apariencia felina en la serie original. Ahora sin embargo, su personalidad maligna ha cambiado drásticamente, siendo así que en los episodios en los que aparece lo hace para cantar o gritar: "¡Hola mi nombre es Brak!". En un episodio de la serie Cartoon Planet, Brak, en respuesta a la carta de un televidente, revela que su repentina estupidez fue causada por los efectos secundarios de haber sido lanzado en una nube de polvo cósmico por el Fantasma del Espacio en uno de los episodios de la serie original. Como consecuencia de esto, se ha vuelto muy estúpido, al punto de tener una mente totalmente infantil. Condujo el especial Copa Toon del año 2005 para Cartoon Network Latinoamérica.

### Otros personajes
Algunos personajes recurrentes en el programa del Fantasma son:
- Chad Ghostal: Es el malvado hermano gemelo del Fantasma del Espacio, exactamente igual a él en apariencia física excepto por una barbilla crudamente animada. Es un beatnik inteligente, amante del jazz y con una mente criminal totalmente opuesta a la bondad de su hermano. Ha estado varias veces en la cárcel e incluso en un hospital psiquiátrico, y le encanta asustar al Fantasma ya que aparentemente, Chad lo golpeaba y lo molestaba cuando eran niños. También usa bandas de poder, pero estas hacen cosas contrarias a las de su hermano.
- El Consejo del mal: Es un grupo conformado por los más diabólicos y perversos criminales del espacio exterior, que se reunieron en la serie original para destruir de una vez por todas al Fantasma del Espacio. Después de fallar en su misión, aparentemente han sido perdonados y ahora aparecen como invitados especiales en el programa del Fantasma, sobre todo cuando hay algún concurso o festividad organizada y ellos son los jueces. Los miembros del Consejo son:
  - Lokar: El exrey de la plaga de langostas, enemigo del Fantasma y miembro del consejo de la muerte, es presentado aquí como un villano muy inteligente, pero más sarcástico y hablando con un acento ruso (en inglés su acento es británico). Le guarda rencor al Fantasma porque este lo derrotó en la serie original y muchas veces lo insulta o busca minimizarlo frente a los demás. Originalmente él iba a ser el músico del programa en lugar de Zorak. Es culto y gusta de la literatura según lo dicho por el Fantasma.
  - Tansit: En la serie original, era uno de los más despiadados enemigos del Fantasma, un saqueador de naves espaciales, frío y muy violento. Ahora, es representado como un hombre nervioso y cobarde, cuyo mayor miedo es que el Fantasma le dispare con sus bandas de poder. Falló en dos ocasiones reemplazando a Moltar como director del programa. Se dedicaba a presentar al Fantasma y sus invitados al comienzo de los episodios de la cuarta temporada, hasta que el Fantasma lo despidió.
  - Metallus: Un villano y miembro del consejo del mal, que apareció en muchos episodios de la serie original, en la que era mostrado como un villano muy poderoso con una voz imponente y control sobre la robótica y la tecnología. Ahora, este temible personaje no puede hablar, solo emitir sonidos metálicos, aunque los demás parecen entenderlo. Como no habla, es difícil decir si su personalidad ha cambiado para esta serie también.
  - La viuda negra: Antes conocida como la Mujer araña, también está presente en el nuevo programa del Fantasma junto a sus compañeros del consejo del mal. Parece sentir cierta atracción por el Fantasma, pese a que este la ignora. Debido a eso, en la serie Johnny Bravo se inscribió en un programa de TV en donde conseguiría a un hombre con el cual mantener una relación, pero el hombre con el que le tocó salir terminó siendo el mismo Johnny.
- Ana, Gil y Pimpo: Los amigos del Fantasma del Espacio de la serie original, también aparecen en este programa: El mono Pimpo aparece como estrella invitada en un episodio, y luego aparece junto a Ana y Gil en un capítulo, en el cual los gemelos adolescentes demandan al Fantasma por haberlos llevado a luchar al espacio exterior poniendo en peligro sus vidas y exigen que el Fantasma les pague por ello, ayudados por su abogado: el doctor Pesadilla, otro enemigo del Fantasma de la serie original. Al final del episodio, los adolescentes no pudieron demandar al Fantasma, aunque sí lograron que lo encerraran en la cárcel de "Espaciocatrás" por maltratar a su ayudante Zorak, mientras Birdman (otro superhéroe de Hanna-Barbera) conducía el programa. No obstante, el Fantasma logró escapar y recuperar su show.

### Personajes invitados en Copa Toon (Latinoamérica)
A continuación, se listan los conductores adicionales que acompañaron al Fantasma del Espacio, Zorak y Moltar en las entrevistas realizadas en Copa Toon Latinoamérica. Estos eran villanos y protagonistas de diversas series de Cartoon Network, además de otros personajes que también ayudaban, transmitiendo y narrando los partidos en vivo desde el campo de juego:
- Mojo Jojo: personaje de Las Chicas Superpoderosas. Condujo junto al Fantasma la Copa Toon 2002, en donde entrevistaron a Juan Sebastián Verón y a Pelé. Su personalidad es similar a la de su serie, pero ahora es más sarcástico y odia al Fantasma y a los entrevistados. Es buen amigo de Zorak y Moltar, pero al final del programa, cuando Verón invitó al Fantasma, a Moltar y a Zorak a un restaurante cercano al estudio, Mojo se sintió excluido y molesto con todos. Sus preguntas a los entrevistados se basában más que nada en su odio a sus archienemigas. Trató de sabotear inútilmente el partido final para evitar la eventual victoria de sus rivales.
- Don Justo Bolsa: personaje de Coraje, el Perro Cobarde. Condujo junto al Fantasma la Copa Toon 2003, donde entrevistaron a Ronaldinho y a Iván Zamorano. Su personalidad casi no cambia respecto a la vista en su serie y al igual que Mojo odia al Fantasma y a los entrevistados, pero además también odia a Moltar y a Zorak. Siempre se refiere al Fantasma y a Zorak como "Fantasma Estúpido" y "Mantis Estúpida" respectivamente. Debido a su edad, el Fantasma le tiene mucha paciencia, aunque tendía a dormirse en pleno programa, por lo que usaban electró-choques para despertarlo. No le interesó ninguna de las victorias de ese año.
- Pedro Picapiedra y Pablo Mármol: personajes de la serie Los Picapiedra de Hanna-Barbera y mejores amigos. Fueron los comentaristas de los partidos en los torneos de los años 2002 y 2003. La personalidad de estos no cambia respecto a su serie, con la única excepción de que Pedro ya no es tan cascarrabias.
- Personajes de Cartoon Network: Estos personajes eran los jugadores de los partidos y cada uno representaba a su propia serie. Se aprovechaban de sus habilidades durante los partidos y siempre aplastaban al árbitro cuando este notaba una falta. Todos conservaban su respectiva personalidad. En la edición del año 2005 (la última en hacer estos partidos) se unieron todos los personajes del canal junto a personajes de Hanna-Barbera y Warner Bros. para jugar contra tres jugadores de la selección brasileña de ese año.

## Reparto

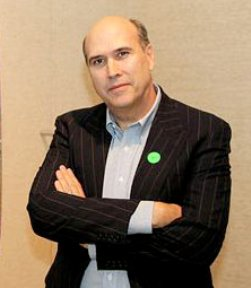
George Lowe, voz en inglés del Fantasma del Espacio.

- George Lowe: Fantasma del Espacio.
- C. Martin Croker: Zorak, Moltar y Raymond.
- Andy Merrill: Brak y Lokar.
- Don Kennedy: Tansit.
- Brad Abelle: Chad el gemelo del Fantasma.
- Judy Tenuta: La viuda negra y ella misma.
- Scott Finnell: Harvey Birdman.
- Randy Savage: Leonard Ghostal (el abuelo del Fantasma)
- Matt Maiellaro: Frylock
- Dave Willis: Amo Vaso, Carnita, voces diversas

## Recepción y series derivadas
Fantasma del Espacio de Costa a Costa fue el mayor éxito de sintonía para Cartoon Network y gozó de gran popularidad entre sus televidentes (que iban desde niños hasta adultos, pasando por jóvenes adolescentes), abriendo el mercado publicitario para el personaje, del que se hicieron varios productos y el Fantasma del Espacio fue la mascota de Cartoon Network por muchos años. Tanta fue la repercusión que tuvo el programa, que cuatro rocas que se encuentran en el planeta Marte llevan los nombres de Fantasma del Espacio, Zorak, Moltar y Brak. Adicionalmente, el Fantasma del Espacio de Costa a Costa ocupa el puesto 37 en la lista de las mejores series animadas de la televisión, en el sitio IGN.
La serie tuvo diversos spin-offs, el primero de ellos llamado Cartoon Planet (Planeta CaricaToon en Latinoamérica). Estrenado en 1995, se muestran al Fantasma, Zorak y Brak como los conductores de un programa de sketchs donde cantan, cuentan historias, recitan poesía, responden cartas del público y "discuten" distintos problemas como el abuso escolar y la importancia del agua. Este programa generó un especial llamado "Brak Presents: The Brak Show Starring Brak", donde Brak y Zorak tienen un show especial en el que cantan junto a distintas celebridades. Este especial generó a su vez lo que se conoce como El show de Brak (explicado más adelante). Cartoon Planet finalizó en 2001, pero fue revivido en el 2012 con motivo del vigésimo aniversario de Cartoon Network, solo que en esta ocasión con la presencia de Brak y Zorak (aunque el Fantasma tendría un cameo en un episodio). Brak sería el principal presentador del programa y Zorak ya no sería el músico del programa, sino que ahora reseñaría "videojuegos". Esta versión finalizó en enero de 2014. También existió Toon FM (exclusivo de Reino Unido), donde Brak, ahora acompañado por Johnny Bravo realizaría un programa del mismo tono que Cartoon Planet. A su vez, Moltar (en CGI), desde su sala de dirección fue el primer conductor del bloque de acción Toonami. Su sucesor, TOM, sería el capitán de la nave Ghost Planet Spaceship Absolution, y le mandaría a Moltar toda la información recogida en sus viajes.
A pesar de su contenido inocente y humor familiar pero surrealista, muchos consideran a Fantasma del Espacio de Costa a Costa como uno de los primeros shows originales producidos por The Cartoon Network, Inc. que dieron lugar a la creación de muchas otras series que constituirían luego el bloque de animación para adultos Adult Swim, los cuales usaban el mismo estilo de animación limitada empleada en el programa. Con el avance del show, los escritores Dave Willis y Matt Maiellaro usaron personajes de uno de los episodios del programa para crear la exitosa serie Aqua Teen Hunger Force. Dichos personajes (Frylock, Master Shake y Albóndiga) habían aparecido en dicho episodio (titulado "Baffler Meal") con nombres diferentes: "Frytor", "Amo Vaso" y "Carnita", conformando un equipo alimenticio llamado "Equipo Aqua, ejército de hambre", con el lema "El hambre está en tu mente". Además, El programa tuvo luego un Spin-off llamado El show de Brak, protagonizado por Brak y Zorak, y en el que apareció algunas veces el Fantasma del Espacio, nuevamente en la voz de George Lowe, quien también hizo la voz del papá de Brak.
Los escritores originales y el personal del Fantasma del Espacio de Costa a Costa siguen trabajando incansablemente en Adult Swim. Mike Lazzo, creador de la serie, es actualmente el vicepresidente ejecutivo de Adult Swim. El escritor Dave Willis sigue escribiendo y dando voz a personajes de Aqua Teen Hunger Force, Perfect Hair Forever, Los calamareños y Ratón Esponja, mientras que su compañero Matt Harrigan se convirtió en el jefe de guionistas de la popular serie de MTV Celebrity Deathmatch (1998-2002) y ha escrito y dado voz a personajes en Ratón Esponja y Aqua Teen Hunger Force, además de haber creado el show Assy McGee. Del mismo modo, Matt Maiellaro continuó escribiendo y prestando voz para series de Adult Swim, incluyendo Aqua Teen, Perfect Hair Forever, Los Calamareños y Ratón Esponja, una serie de su creación.
DC Comics lanzó entre 1996 y 2005 diversas historietas en las que se mostraban historias de los personajes de las diversas series originales de Cartoon Network realizadas hasta ese entonces, donde se incluían relatos completamente originales de Fantasma del Espacio de Costa a Costa. Estas historias (publicadas bajo los nombres de Cartoon Network Starring, Cartoon Network Presents y Cartoon Cartoons), en lugar de mostrar entrevistas mal hechas como se hacía en la serie, se mostraba la vida de los personajes cuando no estaban en antena, mostrando diversas situaciones hilarantes, como a Zorak torturando al Fantasma con un muñeco vudú, a todo el elenco peleando por un prestigioso premio televisivo y la vida amorosa del Fantasma, a la vez que se describe a Lokar como amante de la literatura. Fue una de las secciones de la historieta más exitosa, al grado de que llegó a robarse la portada en numerosas ocasiones, superando a otras series del canal en dicha hazaña, como a Johnny Bravo.
El Fantasma del Espacio aparece como el narrador del modo historia y anunciador de los encuentros en Cartoon Network: Punch Time Explosion para Nintendo 3DS y su versión "XL" para Wii, Xbox 360 y PlayStation 3. En el inicio de dicho modo historia, el Fantasma, en su día libre, describe lo cansado que ha sido entrevistar a celebridades durante tantos años y que se merecía un buen descanso. Al final este hace una referencia a Moltar y a su rutina de jalar una palanca gigante para cambiar de canal de TV en su respectiva casa.

## Episodios
El programa consta de 10 temporadas hasta el momento. La primera, segunda, quinta y sexta temporada contienen 10 episodios cada una, la tercera es de 14 episodios, la cuarta de 24, la séptima de 9 y la octava de 8. Calle Williams había cesado la producción de los nuevos episodios, por lo que el programa terminó en su octava temporada el 12 de abril de 2004. No obstante, Gametap, el servicio proveedor de material, archivos y videojuegos por internet de los estudios Turner produjo 16 nuevos episodios del Fantasma del Espacio de Costa a Costa, los cuales fueron emitidos entre el 30 de mayo de 2006 y culminaron el 31 de mayo de 2008. Fueron producidos ocho episodios por temporada, dándole a la serie 10 temporadas y un total de 110 episodios.
Los nuevos episodios de la serie se diferencian de los normales en que son más cortos que los transmitidos en la televisión, y en estos el Fantasma entrevista no a estrellas de Hollywood si no a celebridades de la industria de los videojuegos y los artistas de Gametap del mes. Un capítulo corto entrevistando a la estrella de la NBA Steve Nash en el que se promociona el agua vitaminada también está disponible por internet.